# 阿拉伯利比亚共和国
阿拉伯利比亞共和國（阿拉伯语：‎）是1969年，自由軍官領袖穆阿邁爾·格達費發動利比亞綠色革命推翻利比亞王國後，建立的共和制國家。自格達費上臺以後，利比亞進入格達費時期，並由利比亞阿拉伯社會主義聯盟實行一黨專政。

## 成立

### 背景
自1952年，埃及阿拉伯革命爆發，自由軍官領袖納賽爾·海珊推翻埃及王國的法魯克王朝後，阿拉伯世界掀起了一陣阿拉伯民族主義浪潮，旨在建立一個世俗化的阿拉伯共和國。在1969年的利比亞王國，由於政治腐敗、經濟落後等問題，利比亞境內經常爆發抗議遊行，而以自由軍官為首的穆阿邁爾·格達費上校主張發動革命，推翻迂腐的塞努西王朝。

### 革命
1969年9月1日，格達費領導的自由軍官發起利比亞綠色革命，整場革命僅持續一天便成功推翻君主制政府，塞努西王朝國王伊德里斯一世流亡海外，利比亞王國被推翻，格達費建立阿拉伯利比亞共和國，成為利比亞革命指導委員會主席，開啟了長達42年的格達費時期。

## 歷史
格達費掌權後，奉行泛阿拉伯主義，主張阿拉伯聯盟起來對抗列強，同時也與周圍阿拉伯國家建立友好關係。1972年，卡扎菲領導的利比亞阿拉伯共和國與納賽爾·海珊領導的埃及阿拉伯共和國以及哈菲茲·阿薩德領導的敘利亞阿拉伯共和國在三國公民通過投票後，確立了阿拉伯聯邦共和國的成立，但上述三國政府都拒絕立即正式合併，其理由與內部的政治分歧有很大關係。
1973年4月15日，卡扎菲於祖瓦拉發表《祖瓦拉宣言》，宣布了利比亞人民革命展開，旨在促使利比亞邁向民主化與阿拉伯化，以及清除國內的共產主義，在革命期間，許多異議人士被當成左派而被逮捕刑求，也卡扎菲成為爭議人物。同年10月第四次中東戰爭爆發，利比亞不滿埃及未邀請其打擊以色列，暫停了擬議中的「埃及-利比亞合併計劃」。
1974年，卡扎菲與時任突尼西亞共和國總統哈比卜·布爾吉巴於傑爾巴會面，並共同發表《傑爾巴宣言》，主要內容為突尼西亞與利比亞合併組成阿拉伯伊斯蘭共和國的提案，該提案最終仍沒有實現。

## 終結
1977年3月，敘利亞阿拉伯共和國與利比亞阿拉伯共和國聯合譴責埃及阿拉伯共和國試圖與以色列國達成和解，埃及便與敘利亞和利比亞斷絕外交關係，聯邦無法繼續維持，最終在1977年6月30日正式解散。
利比亞人民革命也於1977年3月結束，卡扎菲宣布利比亞阿拉伯人民社會主義民眾國成立，取代利比亞阿拉伯共和國。